# Klaus Klaeren
Klaus Klaeren es un deportista alemán que compitió para la RFA en triatlón. Ganó una medalla de plata en el Campeonato Europeo de Triatlón de 1985.

## Palmarés internacional
| Campeonato Europeo | Campeonato Europeo | Campeonato Europeo | Campeonato Europeo |
| Año                | Lugar              | Medalla            | Prueba             |
| ------------------ | ------------------ | ------------------ | ------------------ |
| 1985               | Immenstadt (RFA)   | Medalla de plata   | Individual         |